# Bart Adelaars
Bart Adelaars (15 juli 1982) is een Nederlands voetballer.
Adelaars is de doelman van het Nederlands CP-voetbalteam en kwam zowel in 2004 als in 2008 uit voor Nederland op de Paralympische Zomerspelen.
Adelaars kwalificeerde zich in juli 2011 met het CP-team tijdens het WK CP-voetbal in Hoogeveen voor de Paralympische Zomerspelen 2012 in Londen.
In het dagelijks leven is hij industrieel cleaner.